# Eurycyde depressa
Eurycyde depressa là một loài nhện biển trong họ Ascorhynchidae. Loài này thuộc chi Eurycyde. Eurycyde depressa được miêu tả khoa học năm 1995 bởi Child.